# Veronica Jones
Veronica Jones, coniugata Perry (West Jordan, 20 gennaio 1997), è una pallavolista statunitense, schiacciatrice della LOVB Salt Lake.

## Biografia
Nata a West Jordan, nello Utah. Durante il college sposa il suo fidanzato conosciuto ai tempi delle scuole superiori, Todd Perry, e ne adotta il cognome, diventando nota come Jones-Perry.

## Carriera

### Club
La carriera di Veronica Jones inizia nei tornei scolastici dello Utah, giocando per la Copper Hills HS. Dopo il diploma entra a far parte della squadra della Brigham Young, giocando a livello universitario in NCAA Division I dal 2015 al 2018: riceve alcuni riconoscimenti individuali e raggiunge le semifinali nazionali durante il suo senior year.
Nella stagione 2019-20 firma il suo primo contratto professionistico con la Millenium Brescia, nella Serie A1 italiana, che lascia nel gennaio 2020, per concludere l'annata in Polonia col Radomka, in Liga Siatkówki Kobiet, dove gioca anche nella stagione seguente, ma con il Budowlani Łódź, con cui conquista la vittoria della Supercoppa polacca, venendo premiata anche come MVP. 
Nel campionato 2021-22 viene ingaggiata dall'altro club di Łódź, difendendo i colori delle concittadine del ŁKS, mentre nel campionato seguente è di scena nella Superliga Série A brasiliana con il Rio de Janeiro, vincendo il Campionato Carioca; conclusi gli impegni con la formazione carioca, partecipa alla finale play-off della Liga de Voleibol Superior Femenino 2023 con le Cangrejeras de Santurce.
Dopo un'altra annata con il Rio de Janeiro, in cui si conferma campionessa statale, torna in patria per prendere parte alla prima edizione della League One Volleyball con la LOVB Salt Lake.

### Nazionale
Nel 2019 debutta nella nazionale statunitense, vincendo la medaglia d'oro alla Coppa panamericana e alla NORCECA Champions Cup. In seguito conquista la medaglia di bronzo alla NORCECA Final Six 2021, dove viene premiata come miglior schiacciatrice, a cui fa seguito la vittoria di un altro bronzo alla Coppa panamericana 2022 e di un argento alla NORCECA Final Six 2022.
Vince poi l'argento alla Coppa panamericana 2024, insignita anche del premio come miglior schiacciatrice.

## Palmarès

### Club
- Supercoppa polacca: 1

2020
- Campionato Carioca: 2

2022, 2023

### Nazionale (competizioni minori)
- Coppa panamericana 2019
- NORCECA Champions Cup 2019
- NORCECA Final Six 2021
- Coppa panamericana 2022
- NORCECA Final Six 2022
- Coppa panamericana 2024

### Premi individuali
- 2017 - All-America Third Team
- 2017 - NCAA Division I: Lexington Regional All-Tournament Team
- 2018 - All-America First Team
- 2018 - NCAA Division I: Provo Regional MVP
- 2020 - Supercoppa polacca: MVP
- 2021 - NORCECA Final Six: Miglior schiacciatrice
- 2024 - Coppa panamericana: Miglior schiacciatrice